# Bill Daniel
Bill Daniel, właśc. William Partlow Daniel (ur. 20 listopada 1915 w Dayton, Teksas, zm. 20 czerwca 2006 w Liberty, Teksas) – amerykański działacz państwowy, gubernator terytorium zależnego USA Guam.
Z wykształcenia prawnik (ukończył Baylor Law School w 1938), był przez trzy kadencje członkiem stanowej Izby Reprezentantów Teksasu (1949-1954). Pełnił misje dyplomatyczne w Ameryce Południowej i Środkowej z nominacji Dwighta Eisenhowera. W maju 1961 został powołany przez prezydenta Johna F. Kennedy’ego na gubernatora Guam. Doprowadził do likwidacji ograniczeń wojskowych, uniemożliwiających wjazd na Guam osobom cywilnym, przyczyniając się do rozwoju turystyki. Zajmował się także rozwojem szkolnictwa. Z funkcji gubernatora zrezygnował w styczniu 1963, pozostał jednak w pamięci mieszkańców Guam i w 2000 został zaproszony jako gość honorowy jubileuszu półwiecza cywilnej administracji wyspy.
W 1939 poślubił Varę Faye Martin (1917-1987), później znaną działaczkę społeczną. Mieli czworo dzieci. Starszy brat Williama Price Daniel był w latach 1957–1963 gubernatorem Teksasu.